# Heterochroma rollia
Heterochroma rollia är en fjärilsart som beskrevs av William Schaus 1921. Heterochroma rollia ingår i släktet Heterochroma och familjen nattflyn. Inga underarter finns listade i Catalogue of Life.